# Fürstengrab von De Hamert

Rot: Grabhügel in den Niederlanden
blau: Urnenfelder

Das Fürstengrab von De Hamert (auch Scherpenheuvel genannt) liegt auf dem Gutshof De Hamert in Bergen zwischen der Maas und der Grenze zu Deutschland, in der Provinz Limburg und ist einer der größten Grabhügel in den Niederlanden. Der (restaurierte) Grabhügel hat einen Durchmesser von etwa 24,0 Metern und ist 3,0 Meter hoch. Der Hügel ist von einem Pfostenkranz umgeben.

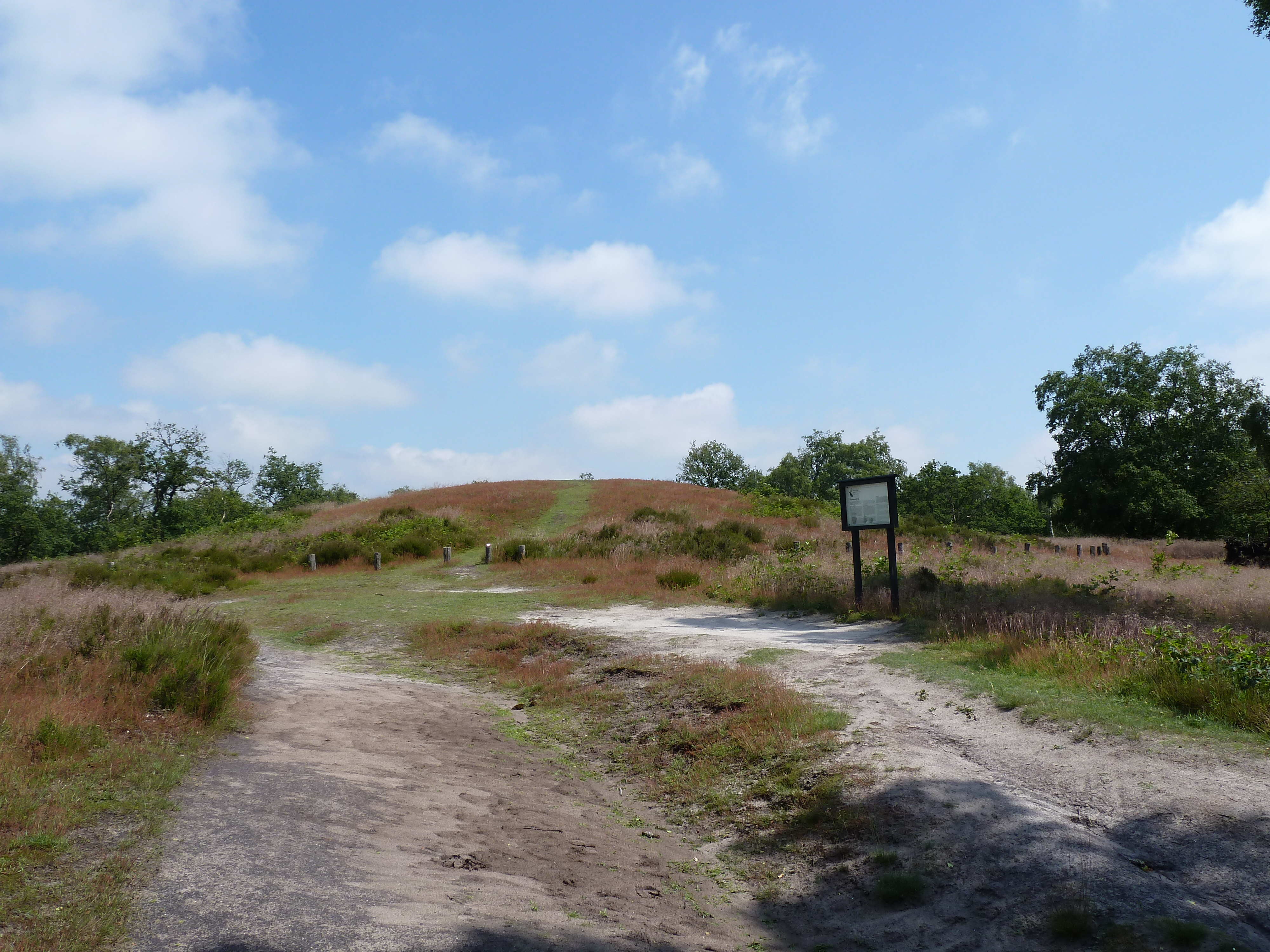
Fürstengrab De Hamert

1985 wurde der Hügel abgeholzt. 1992 wurde er mittels einiger Gräben untersucht. Die Untersuchung ergab, dass es sich um einen Grabhügel handelte. Der Kern wurde während der Untersuchung jedoch nicht gestört. Das Fürstengrab liegt auf dem höchsten Punkt der Umgebung. Lage und Größe lassen vermuten, dass es sich um die Ruhestätte einer wichtigen Person aus der mittleren Bronzezeit handelt. Nach einer Untersuchung der Bodenstruktur ist es sehr wahrscheinlich, dass das Fürstengrab auf einem älteren Grabhügel errichtet wurde.
Auf dem Anwesen De Hamert lagen Hunderte kleinere Grabhügel im Gräberfeld Hammertgrafveld (etwa 40.000 m²) Um 1910 wurden unter der Leitung von Jan Hendrik Holwerda (1873–1951) Ausgrabungen durchgeführt. Gefunden wurden Urnen der neolithischen Glockenbecherkultur und eine Urne aus der frühen Eisenzeit. Die Grabhügel datieren zumeist in die Hallstattzeit, aber auch gallische und germanische Einflüsse sind vorhanden. Wahrscheinlich war das Gräberfeld noch in Gebrauch, als die römischen Legionen in die Gegend kamen. Die Funde wurden dem Rijksmuseum van Oudheden in Leiden übergeben. Das Land östlich von De Hamert wurde in den 1930er Jahren bebaut. Damit ist das Fürstengrab (niederl. Vorstengraf) der letzte erhaltene Grabhügel auf dem Gut.